# Sporobolus adustus
Sporobolus adustus är en gräsart som först beskrevs av Carl Bernhard von Trinius, och fick sitt nu gällande namn av Roseng., B.R.Arrill. och Primavera Izaguirre de Artucio. Sporobolus adustus ingår i släktet droppgräs, och familjen gräs. Inga underarter finns listade i Catalogue of Life.